# Ngôn ngữ tại Tây Ban Nha
Các ngôn ngữ của Tây Ban Nha (tiếng Tây Ban Nha: lenguas de España) hay các ngôn ngữ Tây Ban Nha (tiếng Tây Ban Nha: lenguas españolas) là những ngôn ngữ được nói hoặc đã từng được nói ở Tây Ban Nha. Nhóm ngôn ngữ Rôman được sử dụng rộng rãi nhất ở Tây Ban Nha; trong đó tiếng Tây Ban Nha là ngôn ngữ duy nhất có địa vị chính thức cho cả nước. Nhiều ngôn ngữ khác có địa vị đồng chính thức hoặc được công nhận trong các lãnh thổ cụ thể, và một số ngôn ngữ và phương ngữ không chính thức được sử dụng ở một số địa phương.

## Ngôn ngữ ngày nay
Về số lượng người nói và sự thống trị, ngôn ngữ nổi bật nhất của Tây Ban Nha là Tây Ban Nha (tiếng Castilia), được nói bởi khoảng 99% người Tây Ban Nha là ngôn ngữ thứ nhất hoặc thứ hai. Tiếng Catalunya (hay tiếng Valencia) được nói bởi 19%, Galicia bởi 5% và Basque bởi 2% dân số.
Phân bố khu vực ngôn ngữ đồng chính thức tại Tây Ban Nha:
- Tiếng Aran, đồng chính thức ở Catalunya.[7] Nó được sử dụng chủ yếu trong comarca Pyrenean của thung lũng Aran (Val footaran), ở phía tây bắc Catalunya. Nó là một biến thể tiếng Gascon, một phương ngữ của tiếng Occitan.
- Tiếng Basque, đồng chính thức ở Xứ Basque và bắc Navarra (xem khu vực nói tiếng Basque). Tiếng Basque ngôn ngữ phi Rôman duy nhất (cũng không phải thuộc hệ Ấn-Âu) với địa vị chính thức ở Tây Ban Nha lục địa.
- Tiếng Catalunya đồng chính thức ở Catalunya và ở Quần đảo Baleares (đôi khi được gọi là Balearic). Nó được công nhận tại Aragon trong khu vực La Franja, nhưng không phải ngôn ngữ chính thức.
- Tiếng Valencia, đồng chính thức trong Cộng đồng Valencia. Tiếng Valencia là một biến thể của tiếng Catalunya. Tuy nhiên, không phải tất cả các khu vực của Cộng đồng Valencia đều có lịch sử nói tiếng Valencia, đặc biệt là phía tây. Nó cũng được nói mà không có sự công nhận chính thức trong đô thị Carche, Murcia.
- Tiếng Galicia, đồng chính thức ở Galicia và được công nhận, nhưng không chính thức, ở các phần phía tây liền kề của Công quốc Asturias (dưới tên Galician-Asturias) và Castile và León.